# Sagalassa cryptoleucella
Sagalassa cryptoleucella is een vlinder uit de familie Brachodidae. De wetenschappelijke naam van de soort is voor het eerst geldig gepubliceerd in 1866 door Francis Walker.